# Мартіаль Селестен
Мартіаль Селестен (фр. Martial Célestin; 4 жовтня 1913 — 4 лютого 2011) — гаїтянський державний діяч. Прем'єр-міністр Гаїті 1988 року.

## Життєпис
Будучи студентом, вивчав право й економіку на юридичному факультеті в Парижі та 1936 року став адвокатом.
У 1950—1956 роках — на дипломатичній роботі в посольстві Гаїті в Парижі.
1953—1956 — помічник міністра закордонних справ Гаїті. Його кар'єра в МЗС була перервана у зв'язку з приходом до влади диктаторського клану Дювальє.
1977 року був обраний на пост президента Асоціації колегії адвокатів Порт-о-Пренса, одночасно у 1978—1996 роках — професор Державного університету Гаїті. Також у 1978−2005 роках він також був професором аграрного права на юридичному факультеті в Порт-о-Пренсі, професором університету Жан Прайс-Марс, професором права у Військовій академії та професором Національної академії дипломатичних і консульських закладів.
9 лютого 1988 року був призначений президентом Леслі-Франсуа Манігою на пост прем'єр-міністра після підготовки проекту конституції 1987 року. Суміщав цю посаду з постом міністра юстиції. Селестена також було обрано до парламенту за результатами виборів 17 січня 1988 року, проте був усунутий з посади 20 липня того ж року, після заколоту генерала Анрі Намфі.
Був кавалером французького ордена Почесного легіону.